# Benedictus (geslacht)
Benedictus is een geslacht van kevers uit de familie bladkevers (Chrysomelidae).
De wetenschappelijke naam van het geslacht werd in 1969 gepubliceerd door Scherer.

## Soorten
- Benedictus antennalis Medvedev, 1984
- Benedictus flavicalli Scherer, 1989
- Benedictus gerhardi Medvedev, 1984
- Benedictus leoi Scherer, 1989
- Benedictus medvedevi Doberl, 1991
- Benedictus minutus Medvedev, 1984